# Thryssocypris tonlesapensis
Thryssocypris tonlesapensis és una espècie de peix cipriniforme de la família dels ciprínids.

## Morfologia
- Els mascles poden assolir 6,4 cm de longitud total.
- Nombre de vèrtebres: 43-44.[1]

## Alimentació
Menja larves d'insectes.

## Hàbitat
És un peix pelàgic i de clima tropical.

## Distribució geogràfica
Es troba a Àsia: és una espècie de peix endèmica de la conca del riu Mekong.